# Давние любовники
«Давние любовники» — оригинальное название — «Сожаления» (фр. Les regrets) — французская мелодрама режиссёра Седрика Кана, спродюсированный Кристиной Ларсен и Жилем Сандосом.
В главных ролях Атталь, Иван и Бруни-Тедески, Валерия. Премьера состоялась во Франции 2 сентября 2009 года. В России фильм вышел 24 июня 2010 года.